# Чеські Будейовиці (аеропорт)
Аеропорт Чеські Будейовиці (чеськ. Letiště České Budějovice), (IATA: LKCS) — міжнародний аеропорт, розташований у селі Плана Чеськобудейовицького округу Південночеського краю, Чехія, за 6 км від центру міста Чеські Будейовиці.
Обслуговує місто Чеські Будейовиці та інші населені пункти Південночеського краю.

## Авіакомпанії та напрямки
Наступні авіакомпанії виконують регулярні регулярні та чартерні рейси до та з аеропорту Чеські Будейовиці:
| Авіакомпанія | Пункт призначення                         |
| ------------ | ----------------------------------------- |
| Smartwings   | Сезонний чартер: Анталія, Іракліон, Родос |